# Honda RA273
La Honda RA273 era la vettura con la quale la Honda disputò i campionati 1966 e 1967 della Formula 1.
La vettura disponeva del nuovo motore RA273E V12 da 3.000 cc di cilindrata, progettato da  Shoichiro Irimajiri che, per una modifica al regolamento avvenuta prima dell'inizio della stagione 1966, aveva sostituito il precedente motore RA272 da 1.500 cc sempre V12.